# Chinle-Formation

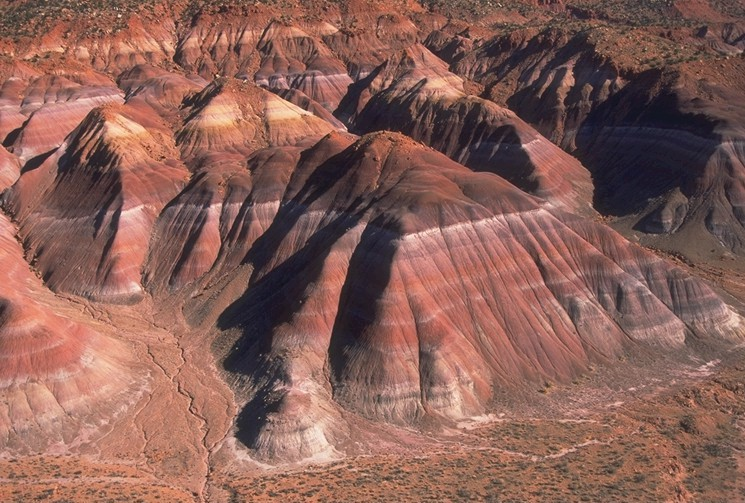
Die Chinle Badlands im Grand Staircase-Escalante National Monument, Utah, USA.

Die Chinle-Formation ist eine lithostratigraphische Gesteinseinheit sedimentären Ursprungs, die während der Oberen Trias vor rund 228 bis 200 Millionen Jahren in den US-amerikanischen Bundesstaaten Arizona (Norden), Colorado (Westen), Nevada, New Mexico (Westen) und Utah zur Ablagerung kam. Geologisch gehört sie zum Colorado-Plateau, zum Basin and Range und zum Südabschnitt der Interior Plains.

## Stratigraphie

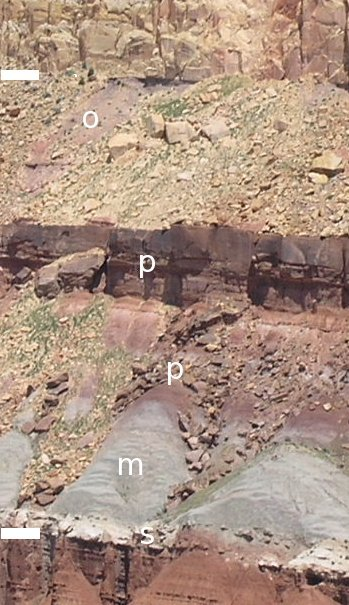
Profil der Chinle-Formation im Capitol Reef: Shinarump-Member (s) über Moenkopi-Formation, Monitor-Butte-Member (m), Unteres-Petrified-Forest-Member (p), Oberes-Petrified-Forest-Member (p) und Owl-Rock-Member (o), darüber der Wingate Sandstone

### Geschichte
Die Chinle-Formation besitzt keine Typlokalität. Sie wurde 1917 von Gregory nach dem Chinle Valley im Apache County in Arizona benannt (er hatte zwar zwei Jahre zuvor schon denselben Namen benutzt, aber damals noch kein Interesse an einer wissenschaftlichen Anerkennung geäußert). Schichtglieder (Member) wurden zum ersten Mal 1956 von Robeck und 1957 von Stewart abgetrennt. Poole und Stewart erstellten 1964 eine Übersicht. Sikich führte im Jahr 1965 eine Überarbeitung der Formation durch und schied gleichzeitig weitere Member aus. Die geographische Ausdehnung wurde 1967 von Wilson und Stewart auskartiert. Stewart u. a. nahmen 1972 Änderungen an der geographischen Ausdehnung vor und veröffentlichten noch im selben Jahr eine Überarbeitung. Kelley führte 1972 weitere Schichtglieder ein und revidierte die Formation. Dies wurde von Lucas und Hayden 1989 wiederholt. Dubiel führte 1989 das Rock-Point-Member ein.
1993 erhob Lucas die Formation zur Gruppe und somit wurden aus Schichtgliedern Formationen. Er integrierte außerdem die Dockum-Gruppe des östlichen New Mexico und des westlichen Texas in die neugeschaffene Chinle-Gruppe. Sein Vorgehen ist kontrovers, und viele Geologen und auch der USGS halten nach wie vor am Begriff der Formation fest und unterscheiden auch weiterhin die Dockum-Gruppe. Die Dockum-Gruppe wurde im Jahr 1890 erstbeschrieben, lange vor der Chinle-Formation. Nach geltendem stratigraphischem Brauch sollte die Chinle-Gruppe daher eigentlich in die Dockum-Gruppe eingegliedert werden und nicht umgekehrt.
Generelle Übersichten wurden von Dubiel u. a. im Jahr 1992 und von Hintze und Axen im Jahr 1995 verfasst.

### Genereller Überblick
Nach dem Abklingen der Sonoma-Gebirgsbildung hatten sich die Sonoma Mountains an der Grenze zu Kalifornien herausgehoben und riegelten ein flaches Meeresbecken gegen Westen ab. Die damalige Westküste verlief in Nord-Süd-Richtung durch Zentralnevada. Die im ostwärts anschließenden flachen Hinterland abgelagerte Chinle-Formation ist jedoch rein kontinentalen Ursprungs (Rotsedimente), sie besteht hauptsächlich aus Sandsteinen, Tonschiefern und gelegentlichen Frischwasserkalken. Die Sedimente wurden entweder in Flussläufen mit den dazugehörenden Auenlandschaften und Schwemmebenen oder in Seen, Marschen und Deltas abgesetzt. Das unterste Schichtglied, das Shinarump-Member, füllte mit Schottern und groben Sandsteinen riesige Paläo-Flusstäler, die sich tief in die unterlagernde Moenkopi-Formation eingeschnitten hatten. Es bildete sich ein nach Nordwesten entwässerndes Flusssystem, der so genannte Chinle River. Seinen Ursprung hatte er wahrscheinlich im Amarillo-Wichita-Uplift im nordwestlichen Texas. Im nördlichen New Mexico durchfloss er eine Barriere aus dem Pedernal Uplift im Süden und dem Uncompahgre Uplift im Norden, um dann schließlich im nördlichen Nevada in das Meeresbecken zu münden. Dieses gewaltige Flusssystem dürfte fast bis zum Ende der Chinle-Formation bestanden haben.
Eingeschaltet in die großteils fluviatilen Sedimente finden sich auch vulkanische Ablagerungen, meist Aschen, aber auch Gerölle. Herkunftsgebiet der vulkanischen Komponente waren wahrscheinlich der südwärts gelegene Mogollon-Rim und der magmatische Inselbogen am Südwestrand des amerikanischen Kontinents. Aus diesen Vulkaniten leicht herauszulösendes Silizium war zum Beispiel verantwortlich für die Verkieselung von Baumstämmen im Petrified-Forest-Member und damit deren einmaliger Erhaltung.
Die klimatischen Bedingungen gelten aufgrund der damaligen Lage Nordamerikas in Äquatornähe als tropisch-humid. Gegen Ende der Chinle-Zeit wurde das Klima trockener und es entstanden ausgesprochene Trockenzeiten, zu sehen an den gelegentlich trockenfallenden Sumpflandschaften des Petrified-Forest-Member. Gleichzeitig kam es zu einem allmählichen Rückzug des Absaroka-Meers nach Westen.

### Gliederung

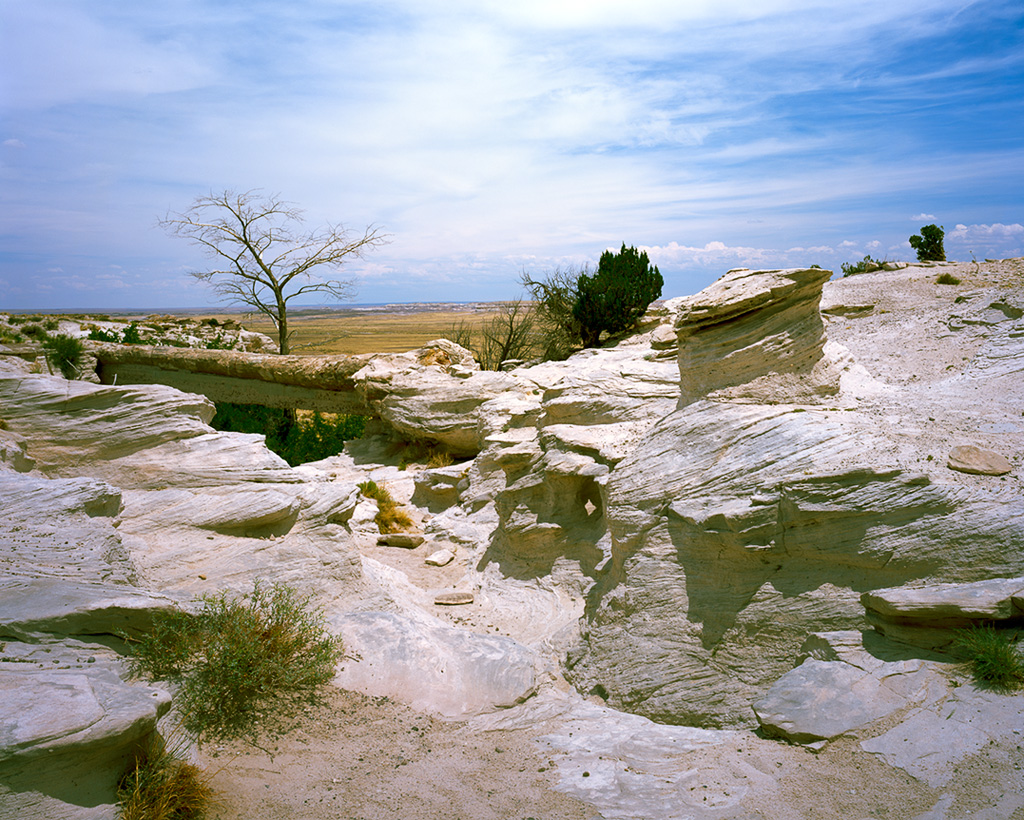
Sonsela-Sandstone-Member mit umgestürztem Araukarienstamm als natürlicher Brücke

Die Chinle-Formation überlagert normalerweise diskordant die obersten Schichtglieder der Moenkopi-Formation, nur im Südwesten Colorados greift sie sogar bis auf die Cutler-Formation herab. Die gebildete Schichtlücke repräsentiert in etwa einen Zeitraum von 20 bis 25 Millionen Jahre (Minimalwert). Die Chinle-Formation wird ihrerseits diskordant von der Moenave-Formation oder vom Wingate Sandstone aus der Glen-Canyon-Gruppe bedeckt.
Als stratigraphisch unterste Einheit wird das Temple-Mountain-Member geführt, obwohl es in den meisten Gegenden noch vom Shinarump-Member unterlagert wird. Das Shinarump-Member besteht aus Flusssedimenten einer Zopfstromfazies. Es wird seinerseits meist vom Monitor-Butte-Member überlagert, einer distalen Auenfazies mit eingeschalteten lakustrischen Sedimenten. Im Westen des Ablagerungsraumes folgt darauf das fluviatile Moss-Back-Member. Gewöhnlich geht das Monitor-Butte-Member jedoch allmählich in das Petrified-Forest-Member über. Das Petrified-Forest-Member besteht überwiegend aus Überlaufsedimenten, in denen dünne Linsen aus Flussbett- und Seesedimenten auftreten. In Arizona und in New Mexico wird es vom Sonsela-Sandstone-Member in ein Unteres-Petrified-Forest-Member und ein Oberes-Petrified-Forest-Member unterteilt. Das Sonsela-Sandstone-Member besteht ebenfalls aus Zopfstromablagerungen. Das Petrified-Forest-Member zeigt einen graduellen Übergang zum Owl-Rock-Member – marginal lakustrischen bis voll lakustrischen Sedimenten eines womöglich sehr großen Binnensees. Auf das Owl-Rock-Member folgen schließlich entweder das Rock-Point-Member oder das Church-Rock-Member. Es wird der Verdacht geäußert, dass die beiden Schichtglieder synonym sind. Es handelt sich bei beiden um komplex aufgebaute, plurifazielle Sedimentkörper (Zopfstrom-, See- und Überlaufsedimente).
Sequenzstratigraphisch lässt sich die Chinle-Formation in drei Sequenzen unterteilen, die sich mittels Diskordanzen voneinander abtrennen lassen. Zuunterst liegen Konglomerate und Sandsteine von erodierenden Flussläufen. Darüber folgen tonige Sedimente einer Schwemmebene mit Ausbildung von Paläoböden. Die dritte Sequenz besteht aus abwechselnden Silt- und feinkörnigen Sandsteinen; sie belegt einen Trend zu zunehmend äolischen Bedingungen.

### Alter
Auf Grund von Fossilfunden kann der Chinle-Formation der Zeitraum unteres Carnium bis Rhaetium zugewiesen werden, d. h. ein absolutes Alter von zirka 228 bis 200 Millionen Jahre BP.
Absolute Altersangaben sind bisher relativ selten. Aus dem obersten Member stammt ein U/Pb-Alter von 207 ± 2 MA BP aus aufgearbeiteten Tuffen. Das Black-Forest-Bed, eine tuffhaltige Sandsteinlage im Upper-Petrified-Forest-Member, ergab mittels U/Pb-Datierung 213 ± 1,7 MA BP.
Es folgen biostratigraphische Alterskorrelationen, die auf den von Lucas etablierten Landwirbeltier-Biozonen (engl. land vertebrate faunachron – LVF) beruhen. Diese Biozonen stützen sich auf das erstmalige bzw. letzte Auftreten von Phytosauriern. Die etwas vereinfachte Stratigraphie basiert auf Litwin.
| Alter                               | Biozone      | Schichtglied                                                                                 |
| ----------------------------------- | ------------ | -------------------------------------------------------------------------------------------- |
| Rhaetium                            | Apacheum     | Rock-Point-Member/Church-Rock-Member                                                         |
| Norium                              | Revueltium   | Owl-Rock-Member Upper-Petrified-Forest-Member                                                |
| Oberes Untercarnium und Obercarnium | Adamanium    | Sonsela-Sandstone-Member Lower-Petrified-Forest-Member Moss-Back-Member Monitor-Butte-Member |
| Unteres Untercarnium                | Otischalkium | Shinarump-Member Temple-Mountain-Member                                                      |

An in etwa zeitgleichen Gesteinseinheiten zu nennen wären die Newark-Supergruppe mit einer sehr ähnlichen Fauna im Osten der Vereinigten Staaten, die Santa-Maria-Formation und die Caturrita-Formation in Brasilien sowie der Mittlere Keuper in Deutschland.

### Mächtigkeit
Ihre maximale Mächtigkeit von zirka 520 Meter erreicht die Chinle-Formation im Südteil ihres Sedimentationsraumes. Die einzelnen Schichtglieder der Chinle-Formation unterliegen hierbei starken Mächtigkeitsschwankungen.

### Schichtglieder

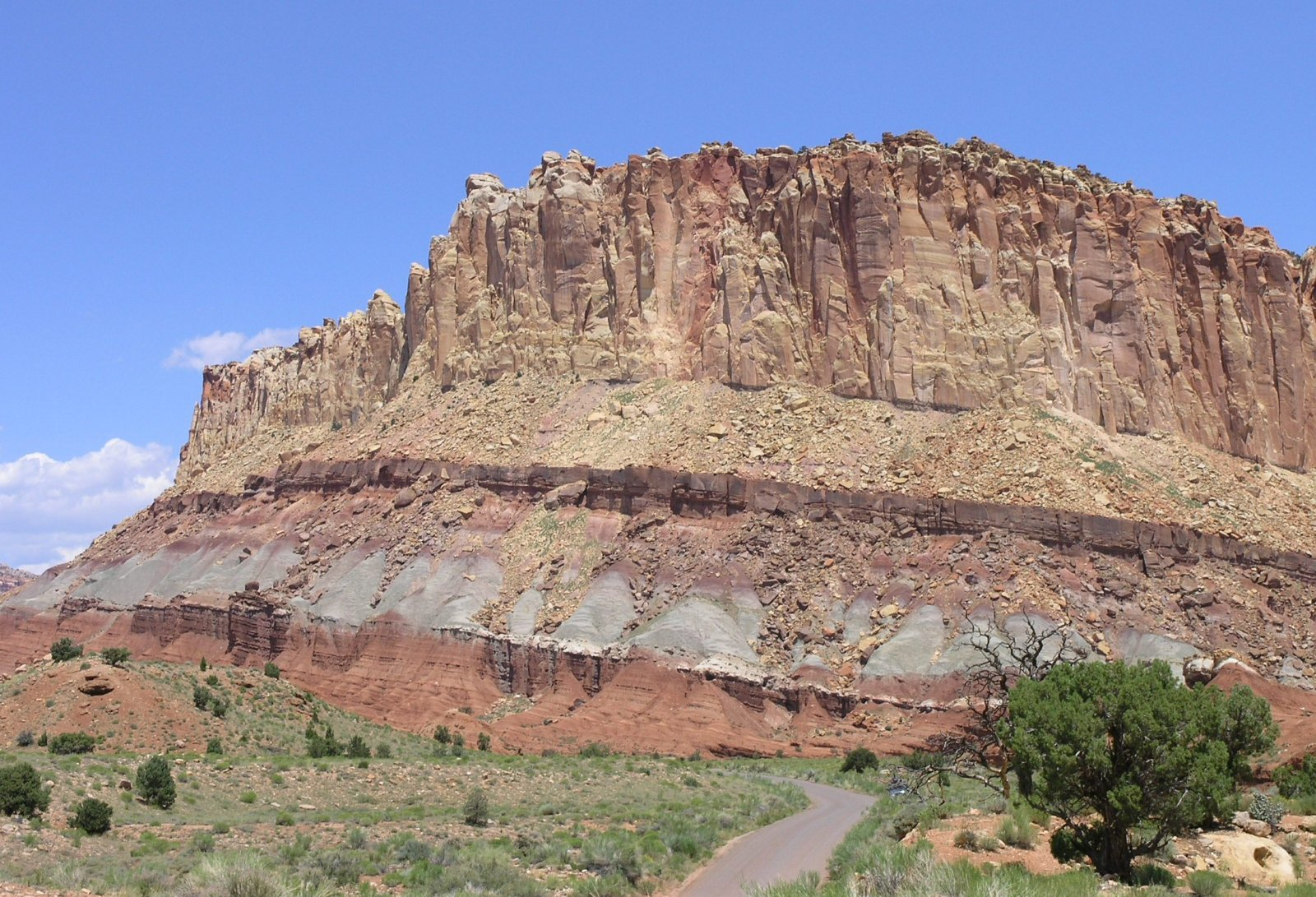
Chinle-Formation zwischen Moenkopi-Formation (unten) und mächtigem Wingate Sandstone (oben) – Capitol Reef

Mit Gruppenstatus (in alphabetischer Reihenfolge – wird jedoch vom USGS nicht anerkannt)
- Petrified-Forest-Formation (AZ, UT, NM)
- San-Pedro-Arroyo-Formation (NM)
- Santa-Rosa-Formation (NM)
- Shinarump-Formation (NM).
- Viele weitere

Mit Formationsstatus (in alphabetischer Reihenfolge – Member ohne Stern (*) werden vom USGS nicht anerkannt)
- Agua-Zarca-Sandstone-Member (NM)
- Bluewater-Creek-Member (AZ,CO,NM)
- Church-Rock-Member (AZ*,CO*,UT*)
- Correo-Sandstone-Member (NM)
- Cuervo-Sandstone-Member (NM)
- Duffin-Sandstone-Member (UT)
- Gartra-Member (CO*,UT*)
- Mesa-Redondo-Member (AZ*,NM*)
- Monitor-Butte-Member (AZ*,CO*,UT*)
- Moss-Back-Member (AZ*,CO*,UT*)
- Newspaper-Rock-Sandstone-Bed (AZ)
- Owl-Rock-Member (AZ*,NM*,UT*)
- Petrified-Forest-Member (AZ*,CO*,NV*,NM*,UT*)
- Poleo-Sandstone-Lentil (NM)
- Redonda-Member (NM)
- Rock-Point-Member (AZ*,NM*)
- Salitral-Shale-Tongue (NM*),
- Shinarump-Member (AZ*,NV*,NM*,UT*)
- Silver-Reef-Sandstone-Member (UT)
- Stanaker-Member (UT)
- Temple-Mountain-Member (UT*)
- Trail-Hill-Sandstone-Member (UT)

## Vorkommen
Die Chinle-Formation tritt in folgenden geologischen Sedimentationsräumen auf:
- Black-Mesa-Becken
- Great Basin
- Geen-River-Becken
- Las-Vegas-Becken/Raton-Becken
- Orogrande-Becken
- Palo-Duro-Becken
- Paradox-Becken
- Permian Basin
- Piceance-Becken
- San-Juan-Becken
- Sierra-Grande-Uplift
- Uinta-Becken
- Uinta Uplift
- Wasatch Uplift

Ferner in folgenden Nationalparks und Parks (unvollständige Auflistung):
- Canyonlands National Park – siehe Geologie der Canyonlands
- Capitol Reef National Park – siehe Geologie des Capitol Reef
- Glen Canyon National Recreation Area – siehe Geologie des Glen Canyon
- Petrified Forest National Park – siehe Geologie des Petrified Forest National Park
- Zion National Park – siehe Geologie des Zion National Park

Die Äquivalenz der Chinle-Formation zur Dockum-Gruppe im östlichen Colorado, östlichen New Mexico, südwestlichen Kansas, westlichen Texas und im Oklahoma Panhandle ist nach wie vor kontrovers. In New Mexico und auch manchmal in Texas wird die Chinle-Formation etwas freizügig als Formation innerhalb der Dockum-Gruppe geführt.
Im nordwestlichen Colorado und im nordöstlichen Utah nimmt die Chinle-Formation ein eigenständiges abgetrenntes Sedimentationsbecken ein.

## Paläoböden
In der Chinle-Formation sind die unterschiedlichsten Entwicklungsstadien und Typen von Paläoböden zu beobachten. Zur Ausbildung kamen Calcisole, Gleye, lehmhaltige Tropenböden, kalkhaltige Wüstenböden und Parabraunerden.
- Kalkhaltige Wüstenböden: Church-Rock-Member
- Calcisole: Owl-Rock- und Church-Rock-Member
- Lehmhaltige Tropenböden: Monitor-Butte- und Petrified-Forest-Member
- Parabraunerden: Monitor-Butte- und Petrified-Forest-Member
- Gleye: Shinarump-Member

Die aufgefundenen Bodentypen reflektieren auf eindeutige Weise die zunehmende Aridität in den oberen Schichtgliedern.

## Fossilinhalt
Die Chinle-Formation besitzt eine sehr reichhaltige Wirbeltierfauna. Sie ist die älteste Formation in Nordamerika, die echte Dinosaurier führt (zum Beispiel Coelophysis). Neben zahlreichen Theropoden enthält sie auch Sauropoden und Ornithischia (Krzyzanowskisaurus). Vorhanden sind außerdem Aetosaurier, Amphibien, Archisauriformes, Archosaurier, Dicynodontier, urtümliche Krokodile und zahlreiche Phytosauria. Auch Überreste von echten Knochenfischen, Lungenfischen (Arganodus) und Süßwasserhaien (Lissodus und Xenacanthus) sind anzutreffen.
Wirbeltiere
- Aetosaurier
  - Acaenosuchus geoffreyi
  - Calyptosuchus wellesi
  - Desmatosuchus smalli
  - Desmatosuchus spurensis
  - Heliocanthus chamaensis
  - Paratypothorax
  - Rioarribasuchus chamaensis
  - Stagonolepis
  - Typothorax
- Archosauriformes
  - Acallosuchus rectori
  - Vancleavea campi
- Archosaurier
  - Chatterjeea
  - Poposaurus gracilis
  - Postosuchus
  - Revueltosaurus callenderi
  - Shuvosaurus
  - Trilophosaurus dornorum
- Dicynodontier
  - Placerias
- Krokodile
  - Hesperosuchus agilis
  - Parrishia mccreai
  - Sphenosuchus
- Phytosauria
  - Leptosuchus adamanensis
  - Leptosuchus crosbiensis
  - Pseudopalatus buceros
  - Pseudopalatus jablonskiae
  - Pseudopalatus macauleyi
  - Pseudopalatus pristinus
  - Rutiodon
  - Smilosuchus gregorii
- Temnospondylen
  - Apachesaurus
  - Koskinonodon
  - Metoposaurus fraasi

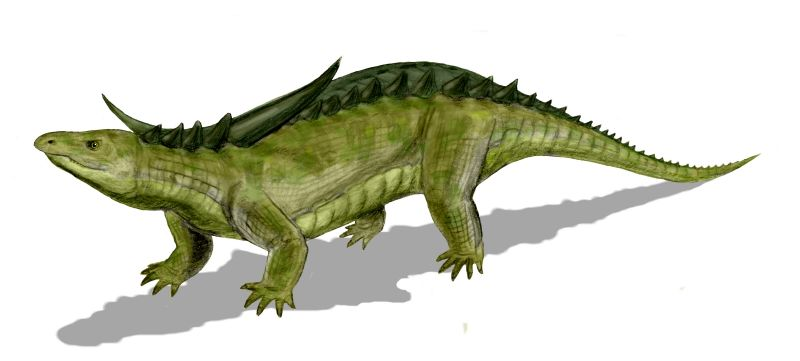
Desmatosuchus

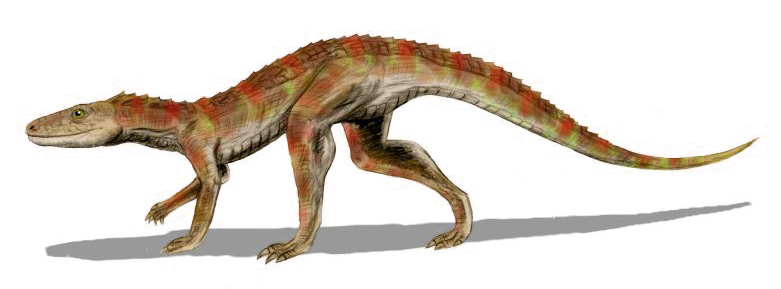
Hesperosuchus

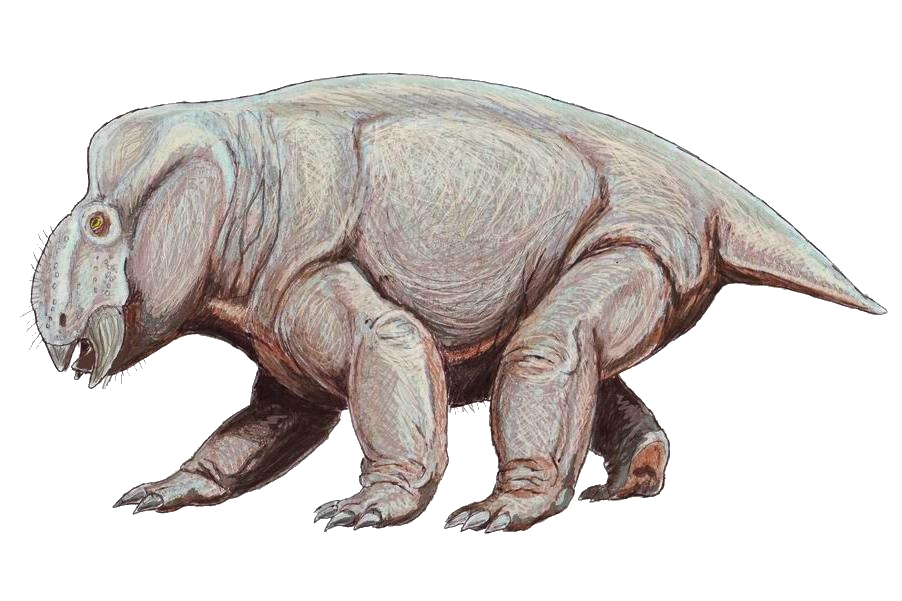
Placerias

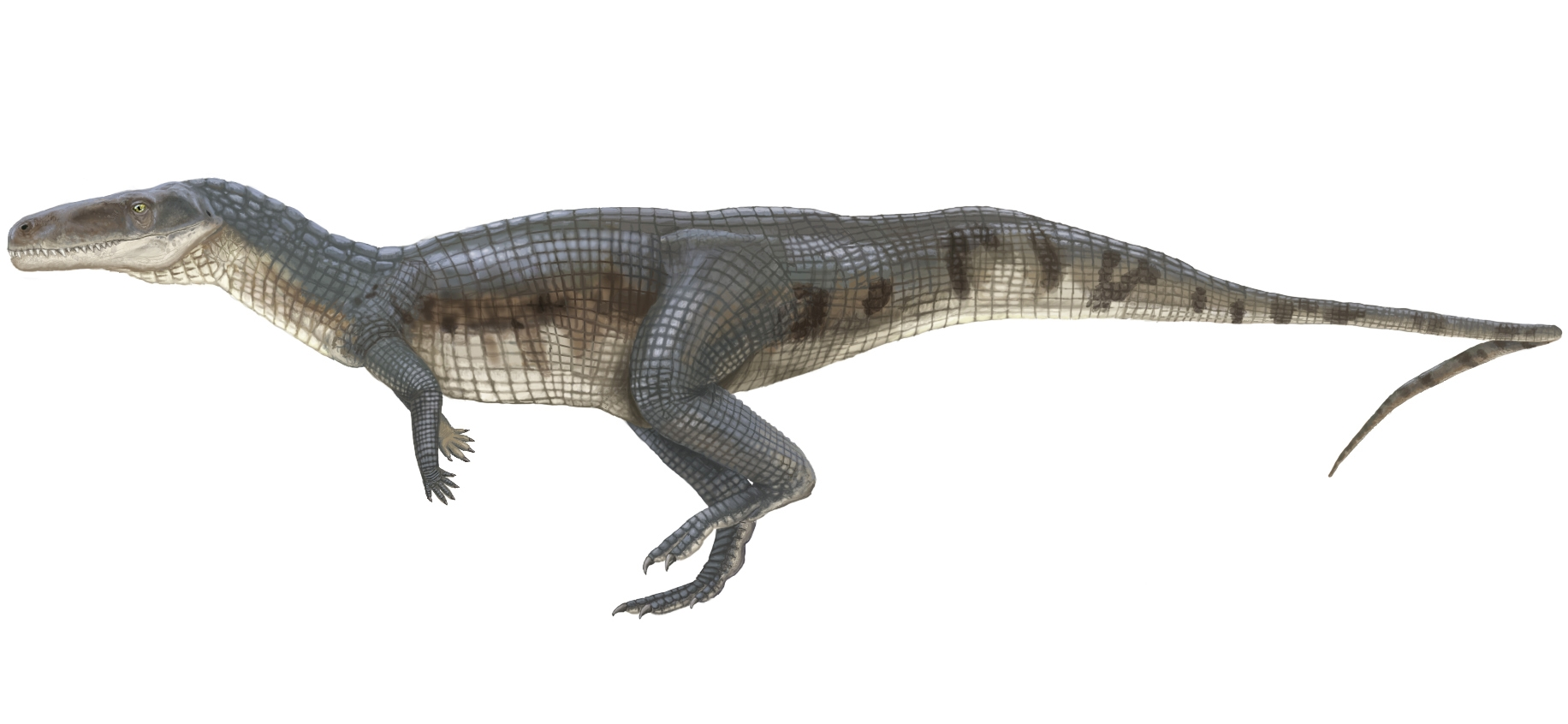
Poposaurus

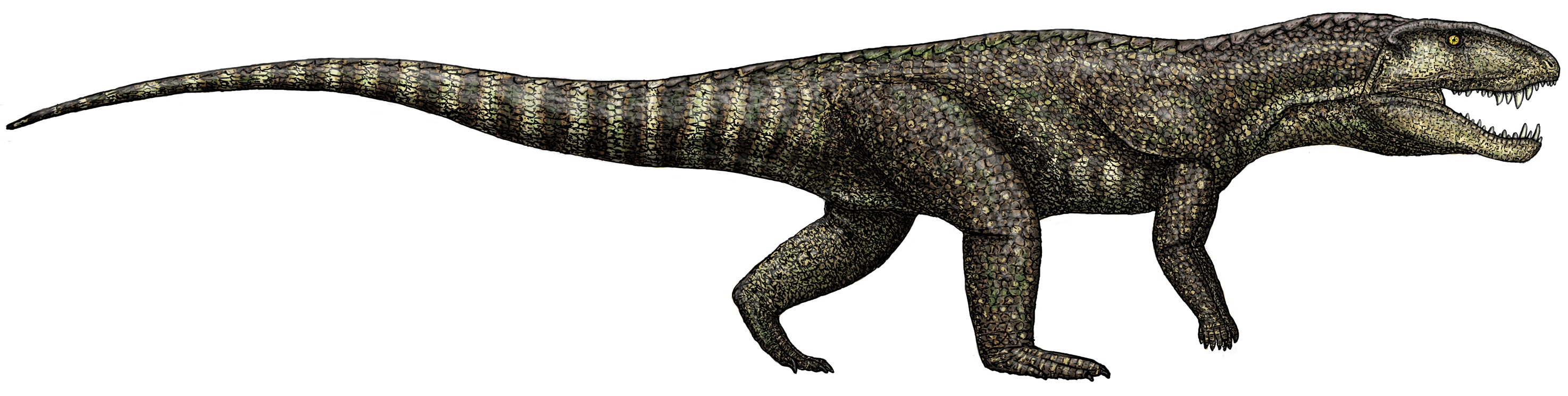
Postosuchus

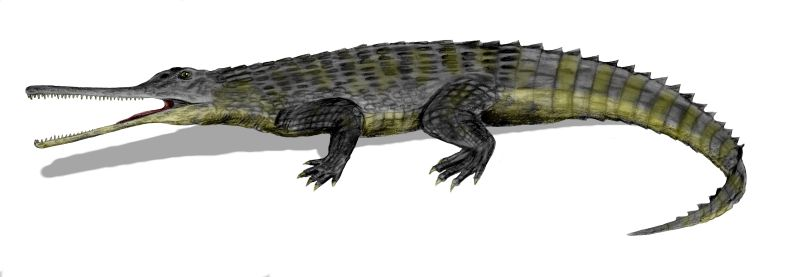
Rutiodon

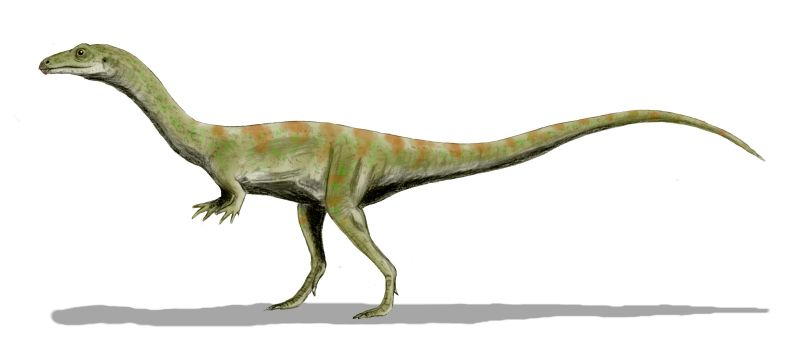
Shuvosaurus

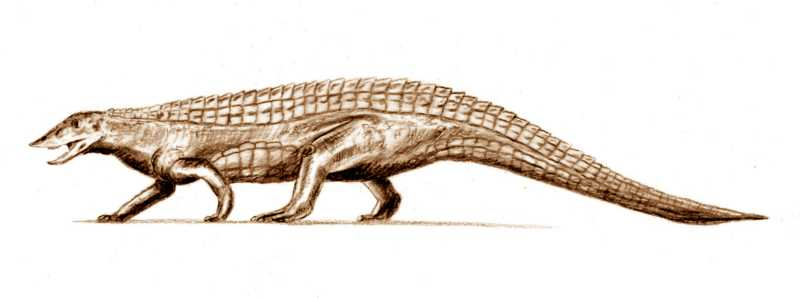
Stagonolepis

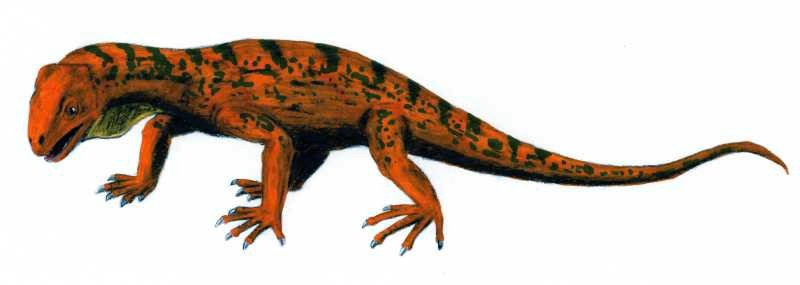
Trilophosaurus

Beachtenswert ist das Petrified-Forest-Member mit seinen riesigen verkieselten Koniferen-Baumstämmen (Araucarioxylon arizonicum), die bis über 60 Meter erreichen, sowie die Fundstelle Ghost Ranch im nördlichen New Mexico, in der tausende von Coelophysis zusammengeschwemmt wurden.
In der Chinle-Formation finden sich außerdem sehr viele Spurenfossilien. Darunter die Fährten von großen Amphibien, von verschiedenen Archosauriern wie beispielsweise Anchisauripus sillimani und Rhynchosauroides, von kleinen urtümlichen Dinosauriern (verursacht z. B. von Coelophysis), von Prosauropoden und von säugetierähnlichen Reptilien. Die Grallatorfährten (kleine Dinosaurier) werden in den oberen Lagen der Chinle-Formation immer häufiger. Auch Koprolithen treten auf.
An Wirbellosen zu nennen sind Gastropoden, Muscheln und Ostrakoden.
Die Chinle-Formation enthält überdies zahlreiche Spuren und Bauten von Wirbellosen wie beispielsweise Anneliden, Flusskrebse, Insekten (Hautflügler), Käfer, Tausendfüßer und sogar Termiten (erstes Auftreten im Fossilbericht).
Beispiele für Bauten sind:
- Archeoentomoichnos – Termiten
- Camborygma – Flusskrebs
- Cylindricum
- Scoyenia – Insektenlarven

Die Pflanzenreste sind ausgesprochen vielfältig, so kann die Chinle-Formation über 70 verschiedene Pflanzentaxa vorweisen. Vorhanden sind unter anderem Bärlapppflanzen wie beispielsweise Chinlea und Selaginella anasazia, Baumfarne wie Itopsidema, Bennettiteen wie Zamites powellii, Farne wie Cladophlebis, Cynepteris lasiophora und Phlebopteris smithii, Ginkgos wie Baiera arizonica und Ginkgoites, Koniferen wie Araucariaxylon arizonicum, Arboramosa semicircumtrachea, Brachyphyllum, Dechellyia gormanii, Dinophyton, Masculostrobus clathratus, Pagiophyllum, Schilderia adamanica und Woodworthia arizonica, Palmfarne wie Charmorgia, Eoginkgoites davidsonii und Zamites powellii und Schachtelhalme wie Neocalamites.
Pollen und Sporen beeindrucken mit einer enormen Artenvielfalt.
Erwähnenswert auch das Auftreten von Bernstein (ältester Bernsteinfund Nordamerikas), leider bisher ohne Fossilinhalt.

### Sauropoden
| Sauropodomorpha der Chinle-Formation                                   | Sauropodomorpha der Chinle-Formation | Sauropodomorpha der Chinle-Formation | Sauropodomorpha der Chinle-Formation | Sauropodomorpha der Chinle-Formation |
| Taxa                                                                   | Vorkommen | Anmerkungen                          | Abbildungen                          |                                      |
| ---------------------------------------------------------------------- | --- | ------------------------------------ | ------------------------------------ | ------------------------------------ |
| Unterordnung: - Prosauropoda 1. Womöglich ein Anchisauride. 2. Spuren. | 1. Stratigraphisches Vorkommen im Petrified-Forest-Member. Arizona. 2. Stratigraphisches Vorkommen im Redonda-, Sloan-Canyon- und Sheep-Pen-Sandstone-Member. Möglicherweise auch im Rock-Point-Member. New Mexico. |                                      |                                      |                                      |

### Theropoden
| Theropoden der Chinle-Formation                                                                        | Theropoden der Chinle-Formation | Theropoden der Chinle-Formation                                                                | Theropoden der Chinle-Formation | Theropoden der Chinle-Formation |
| Taxa                                                                                                   | Vorkommen | Anmerkungen                                                                                    | Abbildungen                     |                                 |
| --- | --- | ---------------------------------------------------------------------------------------------- | ------------------------------- | ------------------------------- |
| Gattung: - Camposaurus 1. C. arizonensis                                                               | 1. Stratigraphisches Vorkommen im Mesa-Redondo-Member. Arizona. | 1. Nomen dubium. Wahrscheinlich ein Coelophyside.                                              |                                 |                                 |
| Unterordnung: - Ceratosauria 1. Unbestimmbare Ceratosaurierreste. 2. Unbestimmbare Ceratosaurierreste. | 1. Stratigraphisches Vorkommen im Petrified-Forest-Member. New Mexico. 2. Stratigraphisches Vorkommen im Bull-Canyon-Member. New Mexico. | 1. Vertreten sind Eucoelophysis baldwini, Coelophysis bauri, C. longicollis und C. willistoni. |                                 |                                 |
| Gattung: - Chindesaurus 1. C. bryansmalli                                                              | 1. Stratigraphisches Vorkommen im Petrified-Forest-Member. Arizona. Möglicherweise auch im Bull-Canyon-Member in New Mexico. | 1. Ähnlichkeiten mit Saturnalia                                                                |                                 |                                 |
| Gattung: - Coelophysis 1. C. bauri 2. C. longicollis = Longosaurus longicollis                         | 1. Stratigraphisches Vorkommen im Petrified-Forest-Member und im Rock-Point-Member. Arizona und New Mexico. |                                                                                                |                                 |                                 |
| Gattung: - Gojirasaurus 1. G. quayi                                                                    | 1. Stratigraphisches Vorkommen im Cooper-Canyon-Member. New Mexico. |                                                                                                |                                 |                                 |
| Familie: - Herrerasauridae 1. Unbestimmbare Reste.                                                     | 1. Stratigraphisches Vorkommen im Bull-Canyon-Member. New Mexico. |                                                                                                |                                 |                                 |
| Gattung: - Staurikosaurus 1. Staurikosaurus sp.                                                        | |                                                                                                |                                 |                                 |
| Unterordnung: - Theropoda 1. Unbestimmbare Reste. 2. Spuren.                                           | 1. Stratigraphisches Vorkommen im Santa-Rosa-, Petrified-Forest-, Bluewater-Creek-, Rock-Point- und Garita-Creek-Member. New Mexico. 2. Gegenwärtig in Utah und New Mexico. Stratigraphisches Vorkommen im Redonda-, Sloan-Canyon- und Sheep-Pen-Sandstone Member. |                                                                                                |                                 |                                 |

## Bodenschätze
Das basale Shinarump-Member und auch das Moss-Back-Member weisen Anreicherungen an Kupfer, Uran (Minerale Carnotit und Uraninit) und Vanadium auf.